# Heinrich von Malterdingen
Heinrich von Malterdingen (erwähnt 1454–1481/82) war ein Schweizer Bildschnitzer.

## Leben und Wirken
Heinrich von Malterdingen wurde 1454 in die Spinnwetternzunft in Basel aufgenommen, welche das Baugewerbe und die holzverarbeitenden Handwerke vereinigte. Im folgenden Jahr kaufte er sich auch in die Zunft zum Himmel ein. Da dort die Maler angeschlossen waren, dürfte er vor allem bemalte Schnitzaltäre angefertigt haben. Er lieferte 1477 und 1479 zwei Holzfiguren in die Andreaskapelle der Safranzunft und arbeitete offenbar mit dem Maler Hans Gilgenberg zusammen. Erhaltene Werke lassen sich ihm aber nicht sicher zuweisen.